# Engströmstjärnen, Lappland
Engströmstjärnen är en sjö i Arvidsjaurs kommun i Lappland och ingår i Piteälvens huvudavrinningsområde. Sjön har en area på 0,0673 kvadratkilometer och ligger 307,9 meter över havet.

## Delavrinningsområde
Engströmstjärnen ingår i det delavrinningsområde (733018-167778) som SMHI kallar för Ovan 732944-168237. Medelhöjden är 324 meter över havet och ytan är 32,37 kvadratkilometer. Räknas de 35 avrinningsområdena uppströms in blir den ackumulerade arean 655,37 kvadratkilometer. Varjisån som avvattnar avrinningsområdet har biflödesordning 2, vilket innebär att vattnet flödar genom totalt 2 vattendrag innan det når havet efter 125 kilometer. Avrinningsområdet består mestadels av skog (82 procent). Avrinningsområdet har 0,22 kvadratkilometer vattenytor vilket ger det en sjöprocent på 0,7 procent.